# Mario Maldesi
Mario Maldesi, nome d'arte di Mario Cidda (Roma, 18 dicembre 1922 – Lucignano, 5 settembre 2012), è stato un direttore del doppiaggio, dialoghista e attore italiano.

## Biografia

### L'inizio della carriera
Nel 1945 Maldesi inizia l'attività radiofonica presso gli studi EIAR di via Asiago a Roma e frequenta i corsi di teatro come attore e regista presso il Centro Universitario Teatrale. Dal 1950 calca le scene dei principali teatri italiani con la compagnia del Teatro Ateneo con Carlo Ninchi, Carla Bizzarri, Nico Pepe, Gabriele Ferzetti e Giulietta Masina e, successivamente, nella compagnia degli Spettatori Italiani al Teatro dei Satiri con Sergio Tofano, Ave Ninchi, Renzo Giovampietro, Monica Vitti, Cesarina Gheraldi e altri. Negli stessi anni recita anche nella Compagnia del Teatro Nazionale, diretta da Guido Salvini, insieme a Antonio Crast, Salvo Randone, Massimo Girotti, Vivi Gioi, Giancarlo Sbragia, Gianni Bonagura, Edda Albertini e Stella Aliquò.

### L'attività di direzione del doppiaggio
A partire dal 1955 Maldesi si dedicò prevalentemente al doppiaggio, inizialmente come assistente e aiuto del direttore di doppiaggio Franco Rossi (con cui aveva già lavorato ai tempi della radio) e poi curando in prima persona sia la post-sincronizzazione di molti film italiani (avviando un lungo sodalizio artistico con registi come Visconti, Fellini e Rosi) che il doppiaggio di film stranieri, divenendo il direttore ufficiale di registi del calibro come Stanley Kubrick, Mel Brooks e William Friedkin. Per numerose edizioni italiane di film stranieri, Maldesi si è affidato alla collaborazione di Roberto De Leonardis, storico adattatore dei dialoghi dei film di Walt Disney, mentre, per le edizioni italiane dei film di Kubrick, venne coadiuvato dal giornalista e sceneggiatore Riccardo Aragno, amico personale e dialoghista di fiducia di Kubrick. 
Nel 1970 è stato uno dei fondatori della Cine Video Doppiatori (di cui è stato anche presidente) insieme a Renato Turi, Oreste Lionello, Giancarlo Giannini, Fede Arnaud, Luciano Melani, Melina Martello, Valeria Valeri, Wanda Tettoni, Corrado Gaipa e Carlo Baccarini. Nel 1986 Maldesi abbandonò la C.V.D. e fondò la Kamoti cinematografica.
Il 2010 è l'anno in cui riceve il premio alla carriera nell'ambito del Gran Premio Internazionale del Doppiaggio di Roma.

### L'insegnamento
Negli anni novanta ha rallentato la sua attività di direttore del doppiaggio per dedicarsi principalmente ad attività formative. Dal 1990 è stato docente presso la Scuola Nazionale di Cinema e dal 1998 ha insegnato presso l'Accademia nazionale d'arte drammatica.
Dal 2005 al 2012 ha organizzato dei corsi e laboratori organizzati dall'Associazione Culturale Centro il Garage a Lucignano (AR).
È morto il 5 settembre 2012 all'età di 89 anni.

## Filmografia

### Cinema
- Una donna libera, regia di Vittorio Cottafavi (1954)

### Televisione
- Il dottor Antonio (1954)
- Daniele tra i leoni (1955)
- L'Alfiere (1956)
- Il serpente a sonagli (1956)

## Teatro
- Creatura umana (1950-1951)
- Fratello e sorella (1953)

## Doppiatore
- Personaggi secondari in Amarcord (1973)
- Paziente di Bill Harford in Eyes Wide Shut (1999)

## Direttore di doppiaggio
- La sfida, I magliari, Salvatore Giuliano, Le mani sulla città, Il momento della verità, C'era una volta, Uomini contro, Il caso Mattei, Lucky Luciano, Cadaveri eccellenti, Cristo si è fermato a Eboli, Tre fratelli, Cronaca di una morte annunciata, Dimenticare Palermo e La tregua di Francesco Rosi
- Rocco e i suoi fratelli, Il lavoro (episodio di Boccaccio '70), Il Gattopardo, Vaghe stelle dell'Orsa..., Lo straniero, La strega bruciata viva (episodio di Le streghe), La caduta degli dei, Morte a Venezia, Ludwig, Gruppo di famiglia in un interno e L'innocente di Luchino Visconti
- L'assassino, I giorni contati, Il maestro di Vigevano, Peccato nel pomeriggio (episodio di Alta infedeltà), La decima vittima, A ciascuno il suo, Un tranquillo posto di campagna, Indagine su un cittadino al di sopra di ogni sospetto, La classe operaia va in paradiso e La proprietà non è più un furto di Elio Petri
- Il tetto, La ciociara, Il giudizio universale, La riffa (episodio di Boccaccio '70), Ieri, oggi, domani, Matrimonio all'italiana, Un mondo nuovo e Il giardino dei Finzi Contini di Vittorio De Sica
- Un uomo, una donna, Vivere per vivere, Un tipo che mi piace, La vita, l'amore, la morte, La canaglia, L'avventura è l'avventura e La belle histoire di Claude Lelouch
- L'esorcista, Cruising, Vivere e morire a Los Angeles, Jade, Regole d'onore e The Hunted - La preda di William Friedkin
- Arancia meccanica, Barry Lyndon, Shining, Full Metal Jacket e Eyes Wide Shut di Stanley Kubrick
- Le notti di Cabiria[6], I clowns, Roma, Amarcord e Ginger e Fred di Federico Fellini
- Quel pomeriggio di un giorno da cani, Quinto potere, Il principe della città, Il verdetto e Il mattino dopo di Sidney Lumet
- I soliti ignoti, La grande guerra, Il frigorifero (episodio di Le coppie) e Vogliamo i colonnelli di Mario Monicelli
- Un uomo da marciapiede, Domenica, maledetta domenica, Il giorno della locusta e Il maratoneta di John Schlesinger
- Dolci inganni, L'imprevisto, Mafioso e La Mandragola di Alberto Lattuada
- Angelica, Angelica alla corte del re, La primula rosa e Angelica e il gran sultano di Bernard Borderie
- Le amiche, Il grido e L'avventura di Michelangelo Antonioni
- Baci rubati, La sposa in nero e L'ultimo metrò di François Truffaut
- Il dittatore dello stato libero di Bananas, Tutto quello che avreste voluto sapere sul sesso* *ma non avete mai osato chiedere e Il dormiglione di Woody Allen
- Hollywood Party, La vendetta della Pantera Rosa e 10 di Blake Edwards
- Tutti a casa, La ragazza di Bube e Un ragazzo di Calabria[7] di Luigi Comencini
- Audace colpo dei soliti ignoti, Un giorno da leoni e Le quattro giornate di Napoli di Nanni Loy
- Frankenstein Junior, Alta Tensione e La pazza storia del mondo di Mel Brooks
- Polpette, Ghostbusters - Acchiappafantasmi e Dave - Presidente per un giorno di Ivan Reitman
- Prigionieri di Anthony (episodio di Ai confini della realtà), Gremlins e Gremlins 2 - La nuova stirpe di Joe Dante
- Adua e le compagne e Io la conoscevo bene di Antonio Pietrangeli
- La ragazza con la valigia e Il deserto dei Tartari di Valerio Zurlini
- Quién sabe? e Amityville Possession di Damiano Damiani
- Il laureato e Una donna in carriera di Mike Nichols
- Gli Aristogatti e Le avventure di Bianca e Bernie di Wolfgang Reitherman
- Alien e Legend di Ridley Scott
- Profondo rosso e La sindrome di Stendhal di Dario Argento
- Qualcuno volò sul nido del cuculo e Ragtime di Miloš Forman
- Fino alla fine del mondo e Così lontano così vicino di Wim Wenders
- Io sono la legge e Scorpio di Michael Winner
- Magic - Magia e Chorus Line di Richard Attenborough
- Kagemusha - L'ombra del guerriero e Sogni di Akira Kurosawa
- Terra e libertà e La canzone di Carla di Ken Loach
- Il presagio e Ladyhawke di Richard Donner
- Scuola di Polizia e Affitasi ladra di Hugh Wilson
- Porky's - Questi pazii pazzi porcelloni! e Porky's II - Il giorno dopo di Bob Clark
- Il gioco del bussolotto (episodio di Ai confini della realtà) e L'impero del sole di Steven Spielberg
- Stradivari e Una vita scellerata di Giacomo Battiato
- I delfini e Gli indifferenti di Francesco Maselli
- Una storia milanese e Una spirale di nebbia di Eriprando Visconti
- Accattone di Pier Paolo Pasolini
- Il sorpasso di Dino Risi
- Guerre stellari di George Lucas
- L'Impero colpisce ancora di Irvin Kershner
- Il ritorno dello Jedi di Richard Marquand
- Django di Sergio Corbucci
- La legge è legge di Christian-Jaque
- Kapò di Gillo Pontecorvo
- Amleto di Grigori Kozincev
- Francesco d'Assisi di Liliana Cavani
- Per favore non mordermi sul collo di Roman Polański
- La piscina di Jacques Deray
- Sherlock Holmes - Soluzione settepercento di Herbert Ross
- Zardoz di John Boorman
- Complotto di famiglia di Alfred Hitchcock
- In cerca di Mr. Goodbar di Richard Brooks
- Elliott il drago invisibile di Don Chaffey
- Black Sunday di John Frankenheimer
- Scusi, dov'è il West? di Robert Aldrich
- Dalle 9 alle 5...orario continuato di Colin Higgins
- La corsa più pazza d'America di Hal Needham
- Conan il barbaro di John Milius
- Danton di Andrzej Wajda
- Essere o non essere di Alan Johnson
- Omicidio a luci rosse di Brian De Palma
- Scuola di Polizia 2 - Prima missione di Jerry Paris
- All'inseguimento della pietra verde di Robert Zemeckis
- Fievel sbarca in America di Don Bluth
- Mission di Roland Joffé
- Aliens - Scontro finale di James Cameron
- La mosca di David Cronenberg
- Prologo e Time Out (episodi di Ai confini della realtà) di John Landis
- Terrore ad alta quota (episodio di Ai confini della realtà) di George Miller
- La piccola bottega degli orrori di Frank Oz
- L'implacabile di Paul Michael Glaser
- Good Morning Babilonia di Paolo e Vittorio Taviani
- Bird di Clint Eastwood
- Big di Penny Marshall
- Trappola di cristallo di John McTiernan
- Le relazioni pericolose di Stephen Frears
- Camera con vista di James Ivory
- Wall Street di Oliver Stone
- Oci Ciornie di Nikita Mikhalkov
- Arizona Junior di Joel e Ethan Coen
- Batman di Tim Burton
- La tigre e il dragone di Ang Lee
- Una storia vera di David Lynch
- L'estate di Kikujiro di Takeshi Kitano
- Tabù - Gohatto di Nagisa Oshima
- Il cameraman e l'assassino di Rémy Belvaux, André Bonzel e Benoît Poelvoorde
- Taxisti di notte di Jim Jarmusch
- Red Rock West di John Dahl
- La forza del singolo di John G. Avildsen
- I protagonisti di Robert Altman
- Cyclo di Trần Anh Hùng
- Amarti a New York di Claudia Weill
- Il mio nome è Remo Williams di Guy Hamilton
- La mosca 2 di Chris Walas
- Memphis Belle di Michael Caton Jones
- La maledizione di Damien di Don Taylor
- Porky's III - La rivincita! di James Komack
- Candy e il suo pazzo mondo di Christian Marquand
- Metti, una sera a cena di Giuseppe Patroni Griffi
- Le incredibili avventure del signor Grand col complesso del miliardo e il pallino della truffa di Joseph McGrath
- L'assassinio di Trotsky di Joseph Losey
- Qui comincia l'avventura di Carlo Di Palma
- Sul lago dorato di Mark Rydell
- Airport '80 di David Lowell Rich
- Lo specchio del desiderio di Jean-Jacques Beineix
- Young Guns - Giovani pistole di Christopher Cain
- Caramelle da uno sconosciuto di Franco Ferrini
- Love Dream di Charles Finch
- Le ragioni del cuore di Dominique Deruddere
- Capitan Conan di Bertrand Tavernier
- Le lacrime della Tigre Nera di Wisit Sasanatieng

## Prosa radiofonica Rai
- Il pantografo, radiodramma di Luigi Squarzina, regia Luigi Squarzina, trasmesso il 30 gennaio 1960.